# 225-й окремий автомобільний батальйон (Україна)
225-й окремий батальйон матеріального забезпечення (225 ОБМЗ, в/ч А3269) — формування  сухопутних військ ЗС України. Сформоване у складі 19 армійського корпусу. 31.01.2017 року